# 純白
《純白》，是2015年1月13日起每週二晚間22:00 - 22:54，在TBS電視台播出的週二劇場電視劇。由堀北真希主演，在劇中飾演護士。首集加長15分鐘。

## 簡介
《純白》是人氣劇作家井上由美子因自己的父親住院後發想出來的原創故事。除了看護士百像的同時，也探索人生所為何物的故事。堀北真希飾演在名人醫院工作，並希望能嫁入豪門的護士，她剪去留了四年的20公分長髮，挑戰護士的角色。

## 登場人物

### 主要人物
有村朱里（25） - 堀北真希（香港配音：張頌欣）
無星組護士。千葉縣船橋市出身，在當地的護士學校畢業後，於附屬醫院老人病房服務。
仲野孝太郎（30） - 柳樂優彌（香港配音：張方正）
外科醫生。美國醫科大學畢業，並在「東王醫院」這座標榜著學習美國最尖端醫療技術工作的年輕超級醫生。
松岡菜菜（24） - 志田未來（香港配音：何璐怡）
無星組護士。入院4個月，護士大學畢業。宮城縣仙台市出身，講話帶有仙台腔。
和田木綿子（26） - 高梨臨（香港配音：陳皓宜）
無星組護士，入院5個月。東京出身。之前在ER（急診室）服務。
田野島心（42） - 木村多江（香港配音：梁少霞）
白色大奧的總管。護士長→手術室護士→護士長。
羽野明日香（28） - 菜菜緒（香港配音：詹健兒）
護士·B組。是綜合外科中心總監佐藤從其他醫院挖角過來的護士，也是佐藤的情婦。
木元櫻（33） - MEGUMI（香港配音：謝潔貞）
護士·B組。
大江淳平（39） - 真島秀和（香港配音：蘇強文）
患者。直木賞作家。
佐藤正隆（48） - 石黑賢（香港配音：潘文柏）
東王醫院綜合外科中心總監。（副）院長。專門是消化器外科。
岩渕惠（42） - 水野美紀（香港配音：林元春）
醫院內派系之外的手術護士主任→護士長→手術護士主任。有20年的護士經驗。

### 東王醫院
川本慶子（45） - 竹内都子（香港配音：雷碧娜）
副護士長。護士·A組。護士們的領導者。
保坂敏惠（39） - 西尾麻里（香港配音：沈小蘭）
護士·C組。護士們的副領導者。
蓮見由香（32） - 信川清順（香港配音：黃玉娟）
護士·A組。慶子的手下。
上原陽子（27） - 渡邊舞（香港配音：曾秀清）
護士·B組。
柴田步（31） - 周本繪梨香 （香港配音：陳琴雲）
護士·C組。
安田美玖（30） - 伊藤麻實子（香港配音：鄭麗麗）
護士·A組。慶子的手下。
小村真人（34） - 水上劍星（香港配音：李凱傑）
帥哥外科醫生。
辰見羊一（41） - 津田英佑（香港配音：陳廷軒）
主任外科醫生。

### 分集角色
出場次數多於一集的角色會在中標明集數。
第1集
北松敬三 - 鹿賀丈史（特別出演）（香港配音：張炳強）
大学教授，被稱為神之手的腦外科醫生。
北松亮太 - 渡邊大（香港配音：蕭徽勇）
北村之子，律師。
野野村ひろみ→ 安川ひろみ（27）- 福田彩乃（第7集）（香港配音：成瑤孆）
一星級護士。
春日誠吾 - 細田善彦（第4 - 6集）（香港配音：關令翹）
朱里的前男友。
春日麗 - 松山瑪麗（第5 - 6集）
與誠吾奉子成婚的妻子。
女演員 - 床嶋佳子（香港配音：袁淑珍）
住院病人。
亮太的妻子 - 伴杏里（香港配音：劉惠雲）
第2集
玉垣禮子 - 真飛聖（香港配音：曾佩儀）
少子化対策擔當大臣。因不穩定型心絞痛發作緊急入院。
井坂吾朗 - 竹財輝之助（香港配音：陳灝瑋）
玉垣的第一秘書。
種田松子 - 三鴨繪里子（香港配音：袁淑珍）
週刊「春潤」的記者。
第3集
三國麻綾（19） - 志村理佳（SUPER☆GiRLS）
娛樂圈偶像。因有宮外孕的症狀緊急入院，但因沒有床位而被轉往另一間醫院。
第4集
末長徹郎（25） - 蕨野友也（香港配音：曹啟謙）
年薪2億円的足球運動員。在比賽中弄傷了左腿前十字韌帶和半月板。
第5集
勝呂正夫（75） - 龍雷太（香港配音：朱子聰）
靜岡縣的企業家。在東京旅行時從車站的樓梯摔下來，導致右側大腿股骨頸骨折、第六、七節肋骨骨折及尾骨骨折。
峠一郎 - 山口馬木也（第7集）（香港配音：麥皓豐）
帝都大學醫院副教授。與木綿子有不倫關係。
村田美香 - 瀧澤惠（香港配音：許盈）
勝呂的女兒。
村田貞道 - 新貝文規（香港配音：馮志輝）
美香的丈夫。
第7集
仲野幸助 - 宅麻伸（友情出演）（第8集 - 最終話）（香港配音：張炳強）
帝都大學醫院教授兼新任癌症研究中心長。外科學會會長。孝太郎的父親。
安川加壽子 - 高林由紀子（香港配音：袁淑珍）
安川製薬社長夫人。野野村的奶奶。
安川伸介 - 權藤昌弘
帝都大學醫院的心臟外科醫生。野野村的丈夫。
最終話
水野 - 井上真樹夫（香港配音：黃子敬）
住院病人。

## 工作人員
- 劇本：井上由美子
- 音樂：橫山克、鈴木真人
- 主題曲：〈fighting-φ-girls（日语：fighting-φ-girls）〉miwa（Sony Music Records發行）
- 導演：今井夏木、坪井敏雄、伊藤雄介、東仲惠吾
- 製作人：植田博樹、東仲惠吾
- 製作著作：TBS電視台

## 播出日期與收視率
| 各集                                                       | 播出日期 | 標題     | 標題                                                   | 導演     | 收視率 |
| 各集                                                       | 播出日期 | 日文標題 | 中文標題                                               | 導演     | 收視率 |
| ---------------------------------------------------------- | -------- | -------- | ------------------------------------------------------ | -------- | ------ |
| 第1話                                                      | 1月13日  |          | 想嫁入豪門的新人護士！在這個白色大奧裡戀愛比工作更重要 | 今井夏木 | 7.9%   |
| 第2話                                                      | 1月20日  |          | 嚴禁洩漏！未曾揭露的病房秘密                           | 坪井敏雄 | 7.8%   |
| 第3話                                                      | 1月27日  |          | 前輩敗退！護理師的全面戰爭！與患者的禁忌之戀           | 伊藤雄介 | 5.7%   |
| 第4話                                                      | 2月3日   |          | 要活下去啊！給予我勇氣的人                             | 今井夏木 | 5.1%   |
| 第5話                                                      | 2月10日  |          | 人生最後的願望是？                                     | 東仲惠吾 | 5.9%   |
| 第6話                                                      | 2月17日  |          | 前妻是護理師？捨命守護最重要的人                       | 坪井敏雄 | 5.9%   |
| 第7話                                                      | 2月24日  |          | 優雅的指責… 殘酷的告知真相！真正愛的人會選誰呢         | 今井夏木 | 4.6%   |
| 第8話                                                      | 3月3日   |          | 主動出擊的護理師20年來的覺悟！                         | 加藤新   | 4.9%   |
| 第9話                                                      | 3月10日  |          | 最終的選擇 無法治癒的手術或保持尊嚴的死亡？            | 坪井敏雄 | 5.4%   |
| 最終話                                                     | 3月17日  |          | 悲傷的眼淚，於眼中的希望                               | 今井夏木 | 5.2%   |
| 平均收視率 5.7%（收視率由關東地區·Video Research公司調查） |          |          |                                                        |          |        |

## 外部連結
- TBS電視台官方網站 （页面存档备份，存于）（日語）
- まっしろ的X（前Twitter）（日語）

| TBS電視台 週二連續劇                            | TBS電視台 週二連續劇                  | TBS電視台 週二連續劇 |
| ----------------------------------------------- | ------------------------------------- | -------------------- |
|                                                 | 純白 （2015年1月13日－2015年3月17日） |                      |
| 女性絕不允許 （2014年10月21日－2014年12月23日） | （2015年4月14日－2015年6月16日）      |                      |

| 香港 TVB日劇台 星期六 13:30 - 15:25、17:30 - 19:30及21:30 - 23:30 | 香港 TVB日劇台 星期六 13:30 - 15:25、17:30 - 19:30及21:30 - 23:30 | 香港 TVB日劇台 星期六 13:30 - 15:25、17:30 - 19:30及21:30 - 23:30 |
| ----------------------------------------------------------------- | ----------------------------------------------------------------- | ----------------------------------------------------------------- |
|                                                                   | 純白 （2015.04.11 - 2015.05.09）                                  |                                                                   |
| 百年新娘 （2015.01.31 - 2015.04.04）                              | （2015.05.16 - 2015.06.20）                                       |                                                                   |